# Buse Arslan
Buse Arslan (* 29. Dezember 1992 in Istanbul) ist eine türkische Schauspielerin und Model. Bekanntheit erlangte sie in Kocaman Ailem und in Kuruluş Osman.

## Leben und Karriere
Arslan wurde am 29. Dezember 1992 in Istanbul geboren. Sie studierte an der Beykent Üniversitesi. Danach setzte sie ihr Studium an der Kadir Has Üniversitesi fort. Ihr Debüt gab sie 2011 in der Fernsehserie Akasya Durağı. Danach spielte sie in Kocaman Ailem die Hauptrolle. 2019 bekam Arslan eine Rolle in Kuruluş Osman. Arslan heiratete 2016 den türkischen Geschäftsmann Kazım Akdeniz. Das Paar ließ sich 2021 scheiden.

## Filmografie
- 2011: Akasya Durağı
- 2012: Avrupa Avrupa
- 2012: Yalan Dünya
- 2013: Benim Hala Umudum Var
- 2013: Bizim Okul
- 2014–2015: Kocamın Ailesi
- 2016: Kertenkele Yeniden Doğuş
- 2016: Aşk Yalanı Sever
- 2017: Ateşböceği
- 2018: Kocaman Ailem
- seit 2019: Kuruluş Osman